# Сухопутні війська Аргентини
Сухопутні війська Аргентини (ісп. Ejército Argentino — Аргентинська армія) — сухопутні війська Збройних сил Аргентини. Засновані 29 травня 1810 року. На 2014 рік особовий склад Сухопутних військ Аргентини становить 46 275 осіб, усі професіонали.
Призначенням Сухопутних військ Аргентини за законом є захист незалежності і суверенітету Аргентини, її права на самовизначення, територіальної цілісності, природних ресурсів, благ, життя і свободи її жителів.
Головнокомандувачем Сухопутних військ Аргентини є президент. Управління, віддання наказів і координацію дій військ здійснює Міністерство оборони.

## Структура

### Дивізії і бригади
1-а армійська дивізія (ісп. 1ra División de Ejército)
- Командування 2-ї бронетанкової бригади ім. Хусто Хосе де Уркіси (ісп. Comando de la IIda Brigada Blindada «Justo José de Urquiza»)
- Командування 12-ї гірської бригади (ісп. Comando de la XIIda Brigada de Monte)
- Командування 3-ї гірської бригади (ісп. Comando de la IIIra Brigada de Monte)

2-а армійська дивізія (ісп. 2da División de Ejército)
- Командування 5-ї гірської бригади ім. Генерала Бельграно (ісп. Comando de la Vta Brigada de Montaña «General Belgrano»)
- Командування 7-ї гірської бригади (ісп. Comando de la VIIta Brigada de Montaña)
- Командування 8-ї гірської бригади (ісп. Comando de la VIIIva Brigada de Montaña)

3-я армійська дивізія (ісп. 3ra División de Ejército)
- Командування 1-ї бронетанкової бригади ім. Бригадного генерала Мартіна Родрігеса (ісп. Comando de la Ira Brigada Blindada «Brigadier General Martín Rodríguez»)
- Командування 9-ї механізованої бригади (ісп. Comando de la IXna Brigada Mecanizada)
- Командування 11-ї механізованої бригади (ісп. Comando de la XIra Brigada Mecanizada)

Сили швидкого розгортання (ісп. Fuerza de Despliegue Rápido)
- Командування 4-ї повітряно-десантної бригади (ісп. Comando de la IV Brigada Aerotransportada)
- Командування 10-ї механізованої бригади ім. Генерал-лейтенанта Ніколаса Левальє (ісп. Comando de la Xma Brigada Mecanizada «Teniente General Nicolás Levalle»)
- Група сил спеціальних операцій (ісп. Agrupación de Fuerzas de Operaciones Especiales)

### Роди військ і служб
| Список за зброєю  | Список за службою           | Список за фахом   |
| ----------------- | --------------------------- | ----------------- |
| Піхота            | Медична служба              | Арсенал           |
| Кавалерія         | Ветеринарна служба          | Армійська авіація |
| Артилерія         | Військово-оркестрова служба | Інтендантура      |
| Інженерні війська | Релігійна служба            | Розвідка          |
| Війська зв'язку   |                             |                   |